# De fles van Satan
De fles van Satan (The Bottle Imp) is een kort verhaal van de Schotse schrijver Robert Louis Stevenson. Het verscheen in de bundel Island Nights' Entertainments en werd voor het eerst gepubliceerd in 1891 in de New York Herald. Het verhaal gaat over een vervloekte fles met een geest die weliswaar alle wensen van de eigenaar vervult maar die iedere keer verkocht moet worden tegen een lagere prijs. Wie met de fles in zijn bezit sterft zal branden in de hel.
Het boek beschrijft een paradox. Niemand zou een dergelijke vervloekte fles kopen wanneer hij deze niet meer zou kunnen verkopen. Niemand zou deze dus voor 1 cent willen kopen. Een rationeel denkend persoon zou deze echter ook niet voor 2 cent willen kopen, omdat hij hem dan voor 1 cent zal moeten verkopen en zoals gezegd niemand dat zou willen. Om die reden zou ook iemand weigeren de fles voor 3 cent te kopen, want hij zou hem niet voor 2 cent kunnen verkopen omdat de koper hem niet voor 1 cent zou kunnen verkopen. Etcetera. Bovendien is er altijd het risico dat men voortijdig in bezit van de fles overlijdt. De conclusie is dat feitelijk niemand de fles zou willen hebben. Er bestaan echter motieven waarom iemand de fles toch zou willen kopen:
- Iemand die zielsveel van de eigenaar houdt zal de fles willen kopen om hem van de vloek te verlossen;
- Iemand die meent toch al naar de hel te gaan zal de fles willen kopen omdat hij dan tenminste een goed leven zal hebben voor het zover is;
- Iemand kan de beslissing op irrationele gronden nemen;
- Praktische experimenten betreffende iteratieve eliminatie (het wegstrepen van gedomineerde strategieën) tonen aan dat er in praktijk op een gegeven moment een zekere verwatering optreedt. Naarmate men verder van de minimum waarde verwijderd is, zal men er sneller van overtuigd zijn alsnog de fles tijdig te kunnen verkopen. Iemand kan dus de fles kopen om met de fles zo veel mogelijk succes en rijkdom op te bouwen en daarna de fles tijdig te verkopen;
- Er bestaan verschillende munteenheden in de wereld waarvan sommigen door hevige inflatie werden en worden geteisterd. Een eurocent was eind 2022 bijvoorbeeld nog ruim 200 Vietnamese Dong waard. Ook wordt vaak in nog kleinere eenheden dan centen gerekend (de euro werd bijvoorbeeld gewisseld tegen fl 2.20371 en niet fl. 2,20). Door de fles door te verkopen in een andere valuta kan men de reeks voortzetten, zoals in het verhaal inderdaad gebeurde door de fles in Franse centimes te verkopen. Door deze fluctuaties in waarde kan de fles zelfs eindeloos worden doorverkocht.

## Plot
Een Hawaïaanse man, Keawe, koopt een bijzondere fles van een oudere, rijke maar depressief ogende man. De fles bevat een geest die iedere wens vervult op een na: de geest kan niet voorkomen dat de eigenaar sterft. Wanneer de eigenaar sterft met de fles in zijn bezit zal hij voor eeuwig branden in de hel. Dit kan hij slechts voorkomen door de fles voor zijn dood te verkopen, en wel voor een lagere prijs dan wat hij ervoor had betaald. De fles 'kwijtraken' of duurder verkopen heeft geen nut: hij zal dan gewoon weer terugkomen. De fles was door Satan zelf naar de aarde gebracht en aan priester-koning Johannes verkocht, destijds voor miljoenen. De kunst is zo veel mogelijk voordeel uit de fles te halen om hem daarna tijdig te verkopen. Napoleon en kapitein Cook hadden de fles in hun bezit en dankten hier hun succes aan, maar zodra ze de fles verkochten kwam er een einde aan hun succes. De huidige prijs is vijftig dollar.
Keawe koopt de fles en wenst een mooi huis, waarna hij de fles aan een vriend verkoopt. De wens wordt echter vervuld op een bittere wijze: zijn oom en neef komen om bij het vissen en van de erfenis kan hij het huis bouwen. Zijn leven is daarna desalniettemin gelukkig en wordt nog beter wanneer hij een vrouw ontmoet, Kokua. Ze verloven zich maar Keawe ontdekt dat hij lepra heeft, wat destijds ongeneeslijk was en leidde tot verbanning naar een leprozenkolonie. Keawe realiseert zich dat de fles zijn enige redding is, en weet na een zoektocht het ding terug te vinden. Inmiddels is de fles nog maar 1 cent waard. Wie hem koopt kan hem niet meer goedkoper verkopen en is verdoemd. Keawe koopt de fles toch maar geneest zichzelf ermee.
Keawes stemming slaat om en Kokua die dit bemerkt denkt dat hij spijt heeft van het huwelijk. Als ze wil scheiden ziet Keawe zich gedwongen de waarheid te vertellen. Kokua heeft echter een idee: op Frans-Polynesië zijn centimes in omloop, die ieder maar 1/5 cent waard zijn. Niemand wil de fles echter kopen en Kokua besluit zich op te offeren. Omdat Keawe nooit de fles aan haar zou verkopen, verzint ze een list. Ze spreekt met een oude zeeman af dat hij de fles voor 4 centime zal kopen van Keawe, waarna ze de fles terug zal kopen voor 3 centime. Keawe komt er echter toch achter en probeert met een dronken zeeman dezelfde truc uit te halen: de zeeman koopt de fles van Kokua voor 2 centime en Keawe koopt de fles terug voor 1. De zeeman houdt zich, na de fles gekocht te hebben, echter niet aan de afspraak en loopt met de fles weg. Naar de hel gaat hij immers sowieso al.
Keawe en zijn vrouw keren naar huis terug. De opzet van de duivel is mislukt.